# Unité urbaine de Villedoux
L'unité urbaine de Villedoux est une unité urbaine française constituée par la commune de Villedoux, petite ville de la deuxième couronne périurbaine de l'aire d'attraction de La Rochelle, située au nord de la Charente-Maritime.

## Données générales
En 2020, l'INSEE a procédé à une redéfinition des zonages des unités urbaines de la France; celle de Villedoux a été créée formant une ville isolée selon la nomenclature de l'Insee qui lui a donné le code 17106. 
En 2021, avec 2 316 habitants, elle constitue la 35e unité urbaine de Charente-Maritime et appartient à la catégorie des unités urbaines de 2 000 à 4 999 habitants.
Sa densité de population qui s'élève à 146 hab/km² en 2021 en fait une unité urbaine densément peuplée en Charente-Maritime; la densité moyenne du département étant de 96 hab/km² en 2021 .

## Délimitation de l'unité urbaine de 2020
Unité urbaine de Villedoux dans la délimitation de 2020 et population municipale de 2021
| Commune urbaine | Superficie | Population | Densité de population | Statut       |
| --------------- | ---------- | ---------- | --------------------- | ------------ |
| Villedoux       | 15,84 km²  | 2 316 hab. | 146 hab/km²           | Ville isolée |

## Sources et références
1. ↑  Composition de l'unité urbaine de Villedoux en 2020 - Source : Insee